# Parc Nacional Volcànic de Lassen
El Parc Nacional Volcànic de Lassen (Lassen Volcanic National Park) és un parc nacional administrat pel Servei de Parcs Nacionals situat al nord-est de Califòrnia als Estats Units. La característica dominant del parc és el volcà del Pic Lassen que va experimentar una erupció explosiva el 22 maig del 1915. El Parc Nacional Volcànic de Lassen va començar com dos monuments nacionals independents designats pel president Theodore Roosevelt el 1907 sota la Llei d'Antiguitats: el Monument Nacional del Con de Cendres (Cinder Cone National Monument) i el Monument Nacional del Pic Lassen (Lassen Peak National Monument).
La font de calor per l'activitat volcànica a l'àrea de Lassen, prové de la subducció a la costa nord de Califòrnia de la Placa de Gorda que se submergeix per sota de la Placa d'Amèrica del Nord. La zona que envolta el Pic Lassen segueix activa amb olles de fang bullent, fumaroles pudents i aigües termals fumejants. El Parc Nacional Volcànic de Lassen és una de les poques àrees del món on es troben tots els quatre tipus de volcans: el dom de lava, el volcà en escut, el con de cendres i l'estratovolcà. El Pic Lassen generalment es considera el dom de lava més gran del món. També és el volcà més meridional de la Serralada de les Cascades.